# Ptychomitrium barrii
Ptychomitrium barrii är en bladmossart som beskrevs av Hugh Neville Dixon 1926. Ptychomitrium barrii ingår i släktet atlantmossor, och familjen Ptychomitriaceae. Inga underarter finns listade i Catalogue of Life.